# Arcturus Mengsk
Arcturus Mengsk è uno dei maggiori antagonisti della serie di videogiochi ambientati nell'universo di StarCraft. È tra le figure predominanti in StarCraft, Brood War e StarCraft II. Si tratta di un personaggio estremamente intelligente, nonché abile stratega e tattico. Sebbene non entri in sintonia con chi gli sta attorno, le sue elevate capacità oratorie e di propaganda lo rendono capace di manipolare a suo piacere le menti di altri personaggi della serie. Nel corso della storia, infatti, la sua figura muta gradualmente da quella di rivoluzionario a quella di vero e proprio tiranno.
Guida inizialmente la rivolta dei Figli di Korhal ed organizza la caduta del Confederato Terran nel corso della Grande Guerra. Autoproclamatosi Imperatore Arcturus Mengsk I, assume quindi il controllo del Dominio, un nuovo impero successore del Confederato. La sua sete di potere entra ben presto in conflitto con i piani di Sarah Kerrigan e Jim Raynor e al seguito di un lungo conflitto sarà ucciso dalla stessa Regina delle Lame su Korhal.

## Storia
Mengsk era un importante ispettore della Confederazione, figlio del senatore Angus Mengsk. Rampollo di una delle antiche famiglie della Confederazione, ereditando le ricchezze dei suoi genitori avrebbe potuto vivere nel lusso e nella fama. Tuttavia Arcturus decise di non seguire le orme di suo padre, Angus, senatore della Confederazione su Korhal IV. Già in giovane età, Arcturus era deciso a lasciare un segno nella storia della galassia. Tradendo le aspettative dei suoi genitori, decise di assecondare le proprie ambizioni arruolandosi nei Marine della Confederazione, al fine di imparare tutti i segreti della professione di prospettore. Quando le tensioni fra la Confederazione e la Lega Kelmoriana sfociarono in un conflitto aperto, Mengsk si ritrovò coinvolto nelle violente Guerre di Gilda e divenne celebre per la sua bravura nella pianificazione tattica e per le sue doti di condottiero. Tuttavia, la vita militare non faceva per Arcturus, che abbandonò il corpo dei marine per trasferirsi nei mondi periferici, iniziando così la sua carriera di prospettore. Non appena gli affari iniziarono a ingranare, dovette abbandonare la carriera di prospettore per occuparsi di impreviste vicende familiari e politiche. Suo padre aveva dichiarato l'indipendenza di Korhal dalla Confederazione, che aveva reagito sterminando l'intera famiglia di Arcturus al fine di stroncare sul nascere i sentimenti rivoluzionari diffusi su Korhal. Tuttavia i massacri sortirono l'effetto opposto, e Arcturus divenne il nuovo, abile leader della rivolta. Egli non aveva mai condiviso l'odio di suo padre nei confronti della Confederazione, ma la morte dei suoi familiari lo trasformò in un guerriero assetato di vendetta. Dopo aver assistito alla distruzione nucleare del suo pianeta natale, covo di ribelli capeggiato da suo padre, egli giurò vendetta alla Confederazione e crea il gruppo "I Figli di Korhal", il quale rovescerà poi la confederazione e creerà un nuovo impero: il Dominio Terrestre. Autoproclamatosi Imperatore Arcturus Mengsk I incominciò a guidare il Dominio con il pugno di ferro, con l'obiettivo di riunire l'intera umanità sotto la sua leadership, a qualunque prezzo. Fu proprio lui ad abbandonare Kerrigan in balia degli Zerg, scatenando le ire di Raynor. Per tutto il male che Arcuturs le ha inflitto, Kerrigan ha giurato di vendicarsi e alla fine riesce ad ucciderlo. Il suo ruolo nella storia verrà sostituito da quello del figlio, il principe Valerian.